# Урилка
Урилка — река на полуострове Камчатка. Протекает по территории Мильковского района Камчатского края России
Длина реки — 18 км. Площадь водосборного бассейна 59 км². Впадает в реку Камчатка справа на расстоянии 686 км от устья.
На реке расположено село Пущино.
По данным государственного водного реестра России относится к Анадыро-Колымскому бассейновому округу.